# Episodi di Geronimo Stilton (seconda stagione)
La seconda stagione della serie è andata in onda a partire dal 24 ottobre 2011 su Rai 2 e dal 4 novembre 2012 su Rai Gulp.
Gli episodi sono in tutto 26 e sono:
| Nº st. | Nº tot. | Titolo                                 | Prima TV         |
| ------ | ------- | -------------------------------------- | ---------------- |
| 1      | 27      | A caccia di informazioni               | 24 ottobre 2011  |
| 2      | 28      | Gelatine d'Egitto                      | 26 ottobre 2011  |
| 3      | 29      | Vampiri in Famiglia                    | 28 ottobre 2011  |
| 4      | 30      | Piratti all'arrembaggio                | 1º novembre 2011 |
| 5      | 31      | Geronimo in salsa di... guai           | 3 novembre 2011  |
| 6      | 32      | Il soffio del Dragone                  | 7 novembre 2011  |
| 7      | 33      | La leggenda del Cowboy Fantasma        | 9 novembre 2011  |
| 8      | 34      | Lo Scrigno di Smeraldo                 | 11 novembre 2011 |
| 9      | 35      | Ricetta Esplosiva                      | 15 novembre 2011 |
| 10     | 36      | Il topo preistorico                    | 17 novembre 2011 |
| 11     | 37      | Tutti in posa! Si scatta!              | 21 novembre 2011 |
| 12     | 38      | Trappola per Sirena                    | 23 novembre 2011 |
| 13     | 39      | Lord Trappola                          | 25 novembre 2011 |
| 14     | 40      | La leggenda di Zampagrande             | 29 novembre 2011 |
| 15     | 41      | Il mistero del triangolo delle Berguda | 1º dicembre 2011 |
| 16     | 42      | Alla ricerca del Roditore d'Oro        | 5 dicembre 2011  |
| 17     | 43      | Mini - Stilton                         | 7 dicembre 2011  |
| 18     | 44      | Sei in trappola, Geronimo!             | 9 dicembre 2011  |
| 19     | 45      | Squali, surf e altri pasticci          | 13 dicembre 2011 |
| 20     | 46      | Che caldo, al Polo!                    | 15 dicembre 2011 |
| 21     | 47      | La Fontana dell'Eterna Giovinezza      | 19 dicembre 2011 |
| 22     | 48      | Il ritorno dei guerrieri Topitsu       | 21 dicembre 2011 |
| 23     | 49      | Stratopiche Illusioni                  | 23 dicembre 2011 |
| 24     | 50      | Se gli animali potessero parlare...    | 9 gennaio 2012   |
| 25     | 51      | Matrimonio... con sorpresa             | 11 gennaio 2012  |
| 26     | 52      | Che cotta, Geronimo!                   | 13 gennaio 2012  |